# Quốc kỳ Serbia
Quốc kỳ Serbia (tiếng Serbia: Застава Србије) có ba vạch ngang bằng nhau là: màu đỏ, lam và trắng.
Một phiên bản màu sắc ba màu tương tự, trong các biến thể thay đổi, đã được sử dụng kể từ thế kỷ 19 như là lá cờ của bang Serbia và quốc gia Serbia. Hình thức cờ hiện tại được chính thức thông qua vào ngày 11 tháng 11 năm 2010.

## Thiết kế

Lá cờ nhà nước

Cờ nhà nước mang một huy hiệu nhỏ hơn, được căn giữa theo chiều dọc và chuyển sang phía bên tay phải bởi một phần bảy chiều dài của lá cờ. Tỷ lệ 2 đến 3 (cao/rộng), với các dải ngang bằng nhau có màu đỏ, xanh biển và trắng, mỗi dải màu chiếm một phần ba chiều cao. Các màu đề xuất là: